# Cryptocheiridium mairae
Espèce
Cryptocheiridium mairae est une espèce de pseudoscorpions de la famille des Cheiridiidae.

## Distribution
Cette espèce est endémique du département de Córdoba en Colombie. Elle se rencontre vers Montería.

## Description
Cryptocheiridium mairae mesure de 0,77 à 0,89 mm.

## Étymologie
Cette espèce est nommée en l'honneur de Maira Alejandra Acosta Berrocal.

## Publication originale
- Bedoya-Roqueme, Bedoya-Cochett & Quirós-Rodríguez, 2015 : Primer reporte del género Cryptocheiridium (pseudoscorpiones: cheiridiidae: cheiridiinae) en Colombia. Revista Colombiana de Ciencia Animal - RECIA, vol. 7, no 1, p. 11-18.